# 普雷罗
普雷罗（德語：Prerow，德語發音：[ˈpreːroː]）是德国梅克伦堡-前波美拉尼亚州的一个市镇。总面积11.33平方公里，总人口1611人，其中男性785人，女性826人（2011年12月31日），人口密度142人/平方公里。